# Ib Michael

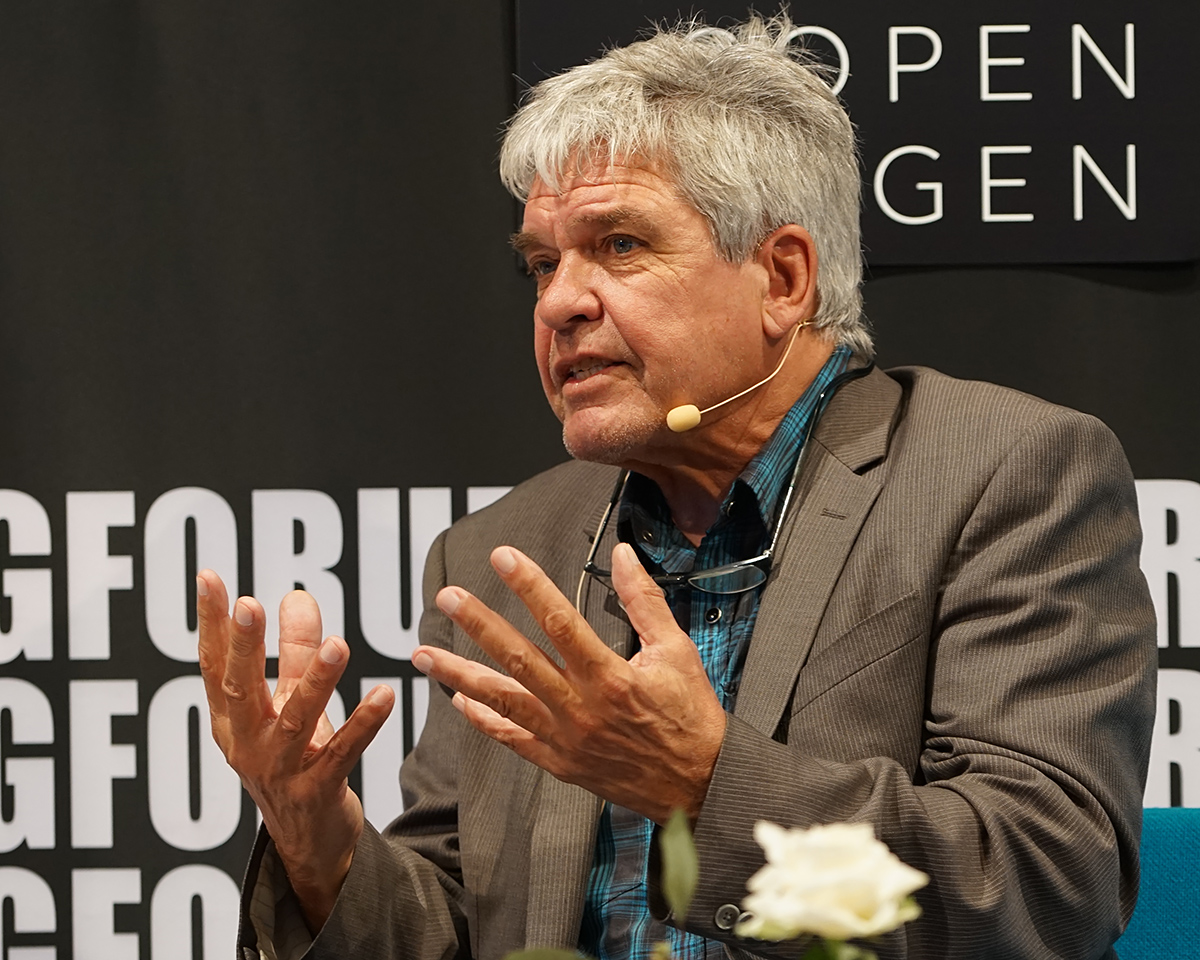
Ib Michael (2015)

Ib Michael (* 17. Januar 1945 in Roskilde, Dänemark), eigentlich Ib Michael Rasmussen, ist ein dänischer Schriftsteller, dessen Romane sich vor allem durch seine adjektivistisch ausgeprägte, farbenreiche Sprache auszeichnen.
Nach dem Besuch des Gymnasiums Roskilde Katedralskole (Abitur 1964) studierte er indianische Kultur und Sprache. Er debütierte im Jahre 1970 mit dem Roman En hidtil uset drøm om skibe (Ein bisher ungesehener Traum von Schiffen).
Zwischen 1967 und 1986 war er verheiratet mit Pi Jensen, seit 1988 ist er mit Hanne Danielsen verheiratet.

## Schaffen
Typisches Thema in Werken wie Kilroy, Kilroy (1989) und Kajserens atlas (Kejserens atlas, 2003) ist die Suche nach der Erinnerung und die Verflechtung von Rückblick, Vorschau und Gegenwart, die zum Schluss in einem Gegenwartsflash erleuchtet wird.
Michael findet seine Themen hauptsächlich in Übersee, z. B. in Ozeanien (Kilroy, Kilroy und Der Atlas des Kaisers), Mittelamerika (Mayalandet) oder Südamerika (Paven af Indien). Er versucht, dem Leser Teile der dortigen Kultur zu vermitteln. In Kilroy, Kilroy werden außerdem die Unterschiede zwischen chinesischer und tibetanischer Kultur thematisiert. In Kejserfortællingen werden alle diese geographischen Stränge zusammengeführt. Ein Ausflug ins Mittelalter findet sich dagegen in Troubadurens lærling.
Zentrale Bedeutung in Michaels Arbeiten hat die Entwicklung eines Multiversums, in das seine Arbeiten als Gesamtkunstwerk eingehen und in dem komplementäres Denken eine große Rolle spielt.

## Werke
- En hidtil uset drøm om skibe. Kopenhagen 1970
- Den flyvende Kalkundræber, Kopenhagen 1971
- Warum ist die Banane so krumm. DR 1973, Hörspiel
- Indianerliv i regnskoven. Kopenhagen 1973 (Zusammen mit Per Kirkeby und Teit Jørgensen)
- Mayalandet. Kopenhagen 1973 (Zusammen mit Per Kirkeby und Teit Jørgensen. Erweiterte Ausgabe: Kopenhagen 1979)
- Hjortefod. Kopenhagen 1974
- Popol Vuh – Quiché-mayaernes folkebog. Gendigtning. Kopenhagen 1975
- Den udødelige soldat. DR 1976 Hörspiel in vier Teilen
- Rejsen tilbage. Kopenhagen 1977
- Rejsen til det grønne firben. Kopenhagen 1979, eine Erinnerung
- Snedronningen. Beretning om Alta – et nulpunkt i Samelandet. Kopenhagen 1981
- Kejserfortællingen. Kopenhagen 1981.
- Troubadourens lærling. Kopenhagen 1984, deutsche Übersetzung Die Nacht des Troubadours (1998)
- Himmelbegravelse. Kopenhagen 1986, Gedichte
- Sonde. DR 1987, Hörspiel
- Kilroy, Kilroy. Kopenhagen 1989, deutsche Übersetzung Kilroy, Kilroy (1999)
- Vinden i metroen. Kopenhagen 1990, Gedichte
- Vanillepipgen. Kopenhagen 1991, deutsche Übersetzung Das Vanillemädchen (1991)
- Den tolvte rytter. Kopenhagen 1993, deutsche Übersetzung Der zwölfte Reiter (1997)
- det lukkede øje. Rejsedagbog Mexico 1971. Kopenhagen 1994
- Brev til Månen. Kopenhagen 1995, deutsche Übersetzung Brief an den Mond (2000)
- Prins. Kopenhagen 1997, deutsche Übersetzung Prinz (2001)
- Atkinsons biograf – en vandrehistorie. Kopenhagen 1998
- Rosa Mundi. Kopenhagen 2000, Gedichte
- Mit år. Kopenhagen 2000
- Kejserens atlas. Kopenhagen 2003, deutsche Übersetzung (?)
- Paven af Indien. Kopenhagen 2003, deutsche Übersetzung Der Papst von Indien (2005)
- Grill. Kopenhagen 2005
- Blå bror. Kopenhagen 2006
- Sorte huller. Kopenhagen 2007
- Vilde engle. Kopenhagen 2009
- Orbit. Kopenhagen 2010
- Hjertets hemmeligheder. Kopenhagen 2012
- Himlen brændte. Kopenhagen 2014
- En anden sol. Kopenhagen 2016
- Rejse i koralhavet - optegnelser fra en truet verden, Kopenhagen 2016

## Preise und Auszeichnungen
- 1970, 1974, 1977, 1983, 1985, 1989 Statens Kunstfond, Rejselegat
- 1978 Otto Gelsted prisen
- 1979 Gyldendals Forfatterlegat
- 1985 Otto Benzons Forfatterlegat
- 1989 Weekendavisens litteraturpris für Kilroy, Kilroy
- 1989 De Gyldne Laurbær
- 1991 Dänischer Kritikerpreis für Vanillepigen
- 1993 Søren-Gyldendal-Preis
- 1994 Großer Preis der Dänischen Akademie
- 2017 Drachmannlegatet